# カチエル鉱
カチエル鉱（カティエ鉱、カティエライト、英語: cattierite）は、コンゴ民主共和国で発見されたコバルト硫化鉱物である。ニッケル硫化鉱物であるベース鉱とともに、ベルギーの鉱物学者ヨハネス・ベースにより発見され、ベルギーの鉱山会社ユニオン・ミニエールの会長であるフェリシアン・カティエの名前に因んで命名された。
黄鉄鉱グループに分類される。酸化状態は+2で、陰イオンS22−とともに塩化ナトリウム型構造を形成する。
炭酸塩岩鉱床中で、黄鉄鉱、黄銅鉱やリンネ鉱-ポリジム鉱グループの鉱物とともに生成する。模式産地であるカタンガ州の他に、ドイツのガンスベルク、スウェーデンのヴェルムランド地方フィーリップスタード近郊、ノースカロライナ州アリゲイニー郡のボールドノブ、ミズーリ州レイノルズ郡のフレッチャー鉱山等で産出が報告されている。